# Conocimiento carnal
Conocimiento carnal (título original, Carnal Knowledge) es una película estadounidense dirigida por Mike Nichols y estrenada en 1971. Por su actuación en la película, Ann-Margret fue nominada en los Óscars en la categoría de Mejor actriz secundaria.

## Argumento
Jonathan y Sandy son dos compañeros universitarios que comparten habitación y obsesión por las mujeres. En una fiesta, el timorato Sandy, alentado por Jonathan, conocerá a una bonita e inteligente chica llamada Susan, con la que empieza a salir. Pero después, Jonathan también se enamora de Susan, y la situación se resolverá por medio de un triángulo amoroso.

## Reparto
- Jack Nicholson: Jonathan Fuerst
- Candice Bergen: Susan
- Art Garfunkel: Sandy
- Ann-Margret: Bobbie
- Rita Moreno: Louise
- Cynthia O'Neal: Cindy
- Carol Kane: Jennifer

## Premios y nominaciones

### Premios
- Globo de Oro a la mejor actriz de reparto para Ann-Margret.
- Premio Sant Jordi 1977 al mejor actor extranjero para Jack Nicholson (también por One Flew Over the Cuckoo's Nest (1975) y El reportero (1975).

### Nominaciones
- Oscar a la mejor actriz secundaria 1972 para Ann-Margret
- Globo de Oro al mejor actor dramático para Jack Nicholson
- Globo de Oro al mejor actor secundario para Art Garfunkel

## Crítica
Comedia dramática alrededor del macho estadounidense y sus anhelos, equivocados, estúpidos y prosaicos, de consecución de la plenitud sexual, propios de la década del 70. El estilo fragmentario y moderno del filme lo hace artificial y a ratos truculento. No obstante, merece ser destacada la impresionante composición que hace Ann Margret de su personaje.